# Hadena adustaeoides
Hadena adustaeoides là một loài bướm đêm trong họ Noctuidae.